# CYTL1
CYTL1 (англ. Cytokine like 1) – білок, який кодується однойменним геном, розташованим у людей на короткому плечі 4-ї хромосоми.  Довжина поліпептидного ланцюга білка становить 136 амінокислот, а молекулярна маса — 15 577.
| 10         |  | 20         |  | 30         |  | 40         |  | 50         |
| ---------- |  | ---------- |  | ---------- |  | ---------- |  | ---------- |
| MRTPGPLPVL |  | LLLLAGAPAA |  | RPTPPTCYSR |  | MRALSQEITR |  | DFNLLQVSEP |
| SEPCVRYLPR |  | LYLDIHNYCV |  | LDKLRDFVAS |  | PPCWKVAQVD |  | SLKDKARKLY |
| TIMNSFCRRD |  | LVFLLDDCNA |  | LEYPIPVTTV |  | LPDRQR     |  |            |

A: Аланін

C: Цистеїн

D: Аспарагінова кислота

E: Глутамінова кислота

F: Фенілаланін

G: Гліцин

H: Гістидин

I: Ізолейцин

K: Лізин

L: Лейцин

M: Метіонін

N: Аспарагін

P: Пролін

Q: Глутамін

R: Аргінін

S: Серин

T: Треонін

V: Валін

W: Триптофан

Задіяний у такому біологічному процесі як поліморфізм. 
Секретований назовні.